# Salto del Penitente
El Salto del Penitente es un salto de agua de más de sesenta metros de longitud, en Uruguay, más exactamente en el departamento de Lavalleja cerca de su capital, la ciudad de Minas, donde se ubica el Parque Salto del Penitente. 

## Características
El ingreso al parque puede realizarse por dos rutas de ingreso, la primera se encuentra en el km 125 de la ruta 8. A partir de la entrada hay que recorrer 16 km por un camino de balasto entre las sierras de que permite apreciar el paisaje del lugar. La segunda, inicia en el km 134, desde donde se recorren 9 km de camino sinuoso vituminizado.
El parque abarca unas 45 hectáreas, de las cuales aproximadamente cuatro fueron donadas a la Intendencia de Lavalleja por Francisco Ferber, para que el público pudiera hacer uso responsable del lugar y disfrutar la belleza del sitio.
En 2003 se construyeron infraestructuras para la recepción de visitantes, conformadas por un parador, estacionamiento y servicios para un futuro camping. El parador está enclavado en las rocas, sobre el salto, del cual se tiene una vista considerable. La construcción es moderna, con enormes ventanales que posibilitan visualizar el extenso panorama natural que el sitio ofrece.
Desde 2004 el Parque Salto del Penitente es dirigido por Alberto Vignale, un productor agropecuario. El complejo, además del parador y del restaurante, cuenta con los llamados "refugios", que consisten en una construcción de madera con habitaciones y salón de uso común, se han ampliado los servicios, generándose una zona de camping en el potrero anexo que se ubica en un predio privado, arrendado para tal fin. También se alquilan caballos para cabalgata y recorridas. Desde 2007 se desarrollan actividades de turismo aventura y naturaleza, como escalada, rappel, tirolesa, mountainbike, orientación y paseos en la naturaleza.

## Galería De la Serranía

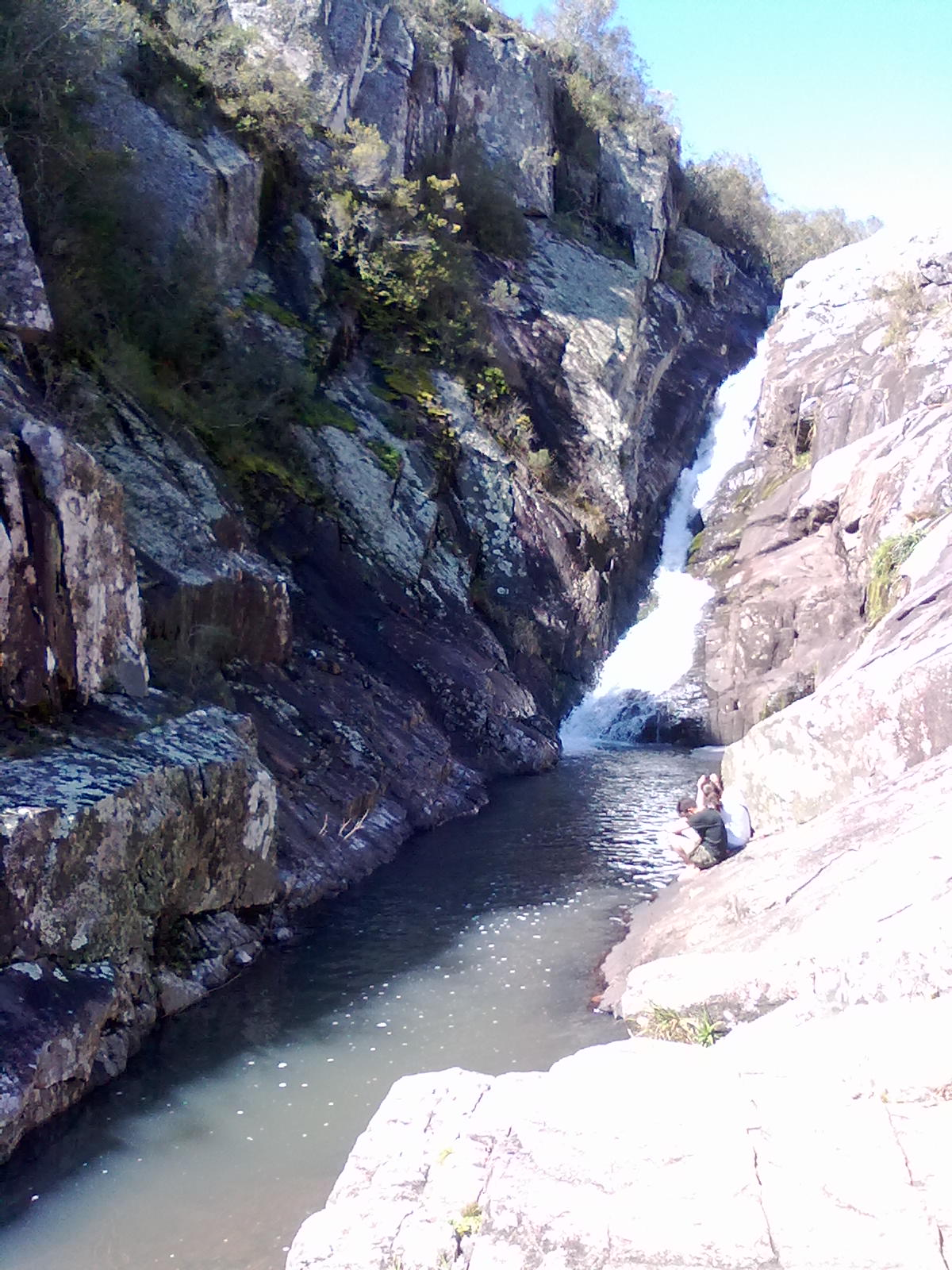
Vista de la caída de agua.
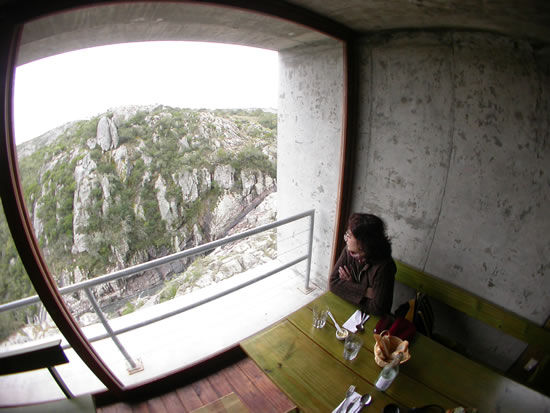
Desde el interior del Parador se ve el Salto (Foto tomada en 2006).
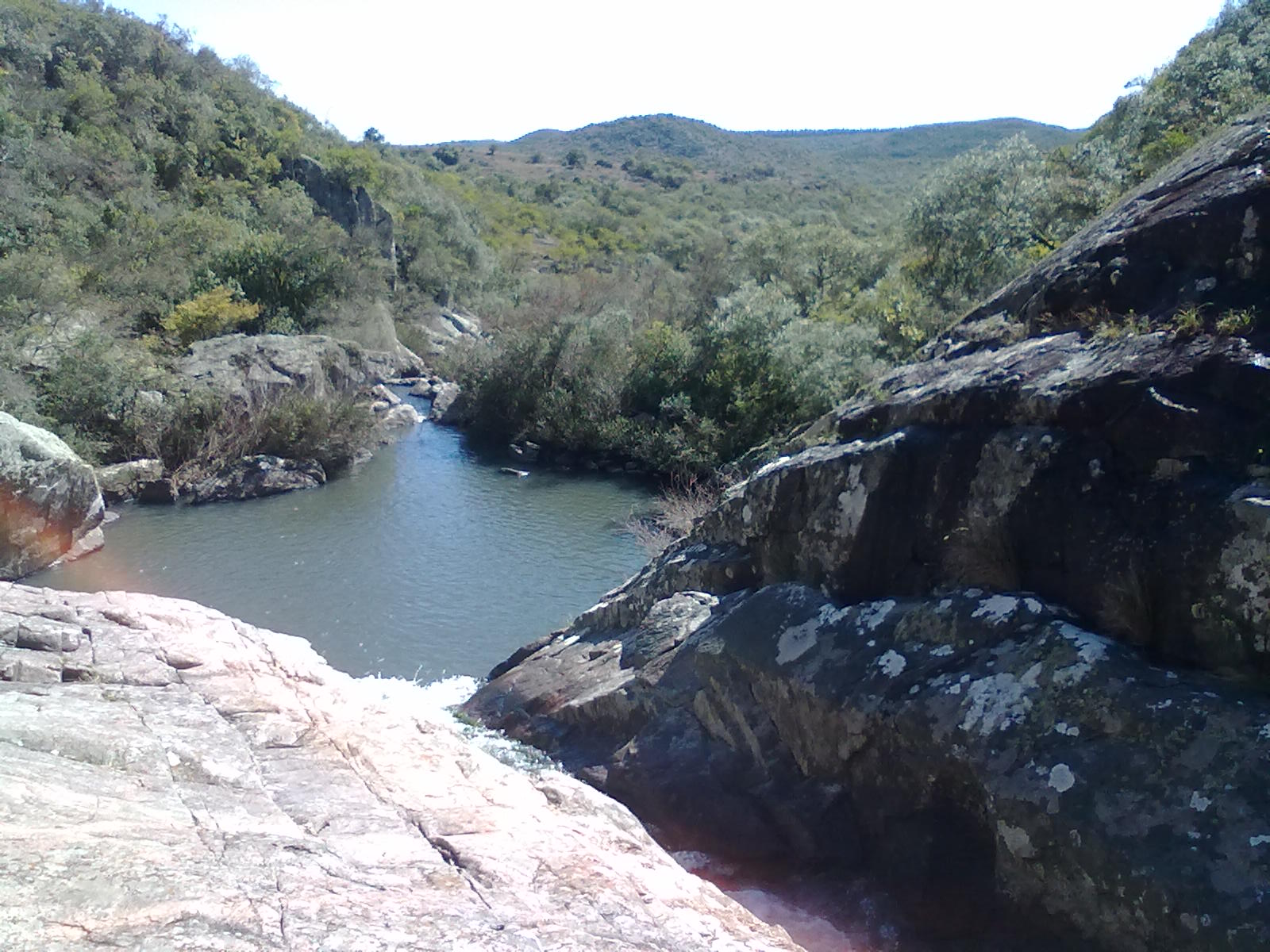
La laguna.
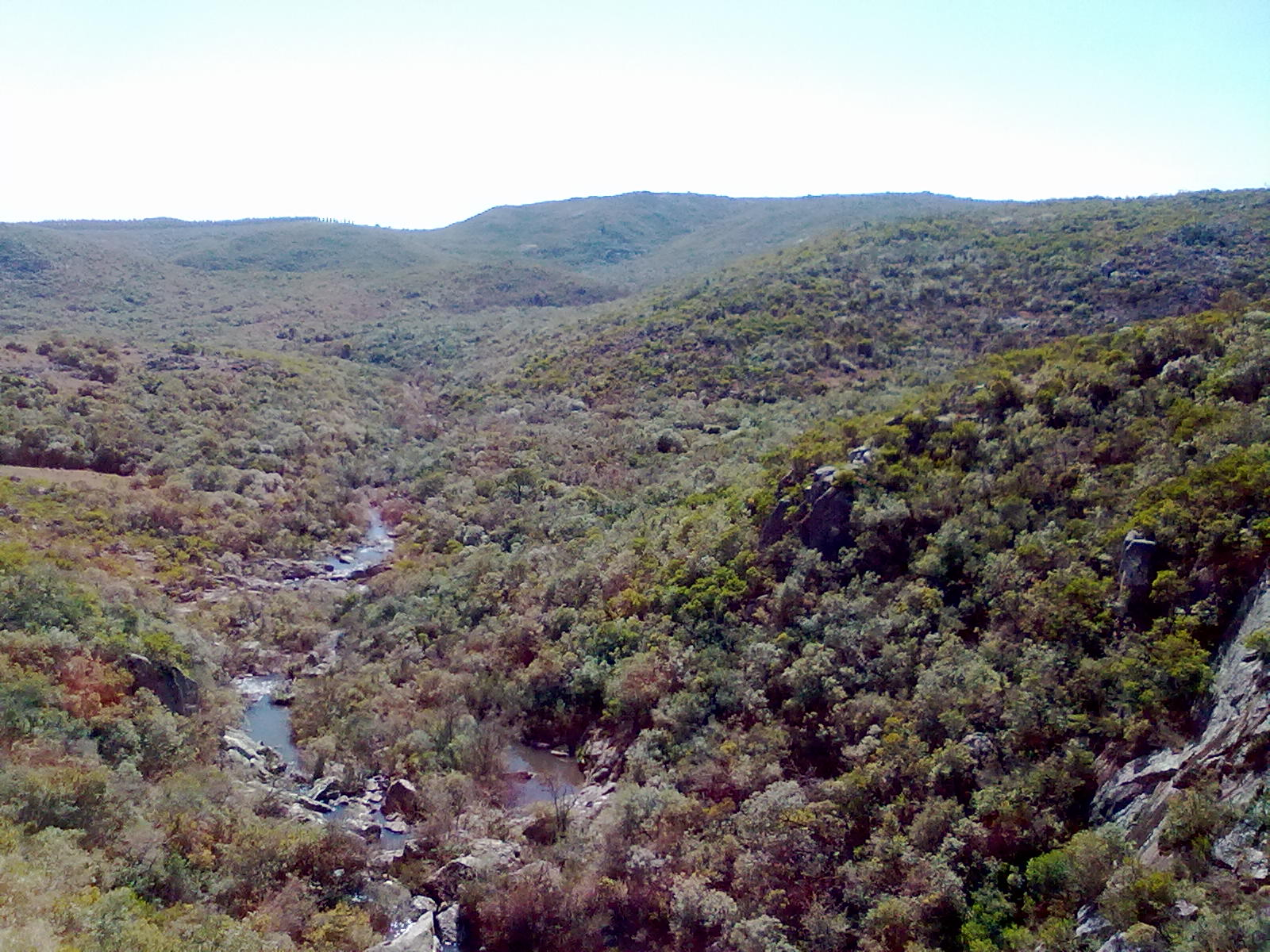
Vista panorámica del Salto del Penitente desde uno de los miradores.